# Madeleine Ngono Mani
Madeleine Ngono Mani (Mvaa, 16 ottobre 1983) è una calciatrice camerunese, attaccante della nazionale camerunese.

## Carriera

### Club
Dopo aver giocato ai massimi livelli nel campionato camerunese femminile di calcio, nel 2000 con il Lorema Yaoundé quindi passando al Canon Yaoundé dalla stagione successiva, squadre entrambe con sede a Yaoundé, capitale del Camerun, Madeleine Ngono Mani dopo tre stagioni decide di cogliere l'opportunità di giocare in un campionato estero sottoscrivendo un contratto con il Racing Club de Saint-Étienne per giocare in Division 4, l'allora quarto livello del campionato francese, dalla stagione 2003-2004. La squadra, anche grazie al suo contributo, scala velocemente le classifiche ottenendo in due stagioni la promozione ai due livelli superiori, vincendo prima la Division 4 ed arrivando seconda in Division 3 Féminine al termine della stagione 2004-2005. Altri due campionati in Division 2 Féminine e al termine della stagione 2006-2007 conquista la seconda posizione dietro al Vendenheim e la storica promozione in Division 1 Féminine. Ngono Mani rimane altre due stagioni, fino al 2009, anno in cui la società si fonde con l'omonimo club maschile per divenire la loro sezione femminile.
Nell'estate 2009 trova un accordo con il Soyaux, club dell'omonima cittadina della regione Poitou-Charentes che dalla sua fondazione ha sempre militato in Division 1. La stagione si rivela ostica, anche per l'abbandono della panchina, al termine della stagione precedente, di Corinne Diacre, e il contributo di Ngono Mani non è sufficiente a evitare la prima storica retrocessione delle ragazze in casacca blu e bianca. Ciò nonostante il Soyaux rimane in D2 solamente una stagione ottenendo la promozione al termine della stagione 2010-2011.
All'inizio della stagione 2011-2012 Ngono Mani gioca per il Monteux in D2 ma dopo sole quattro partite dove realizza altrettante reti, durante il calciomercato invernale trova un accordo con il Guingamp e torna in D1, Con le rossonere rimane due stagioni, contribuendo ad ottenere il sesto posto in campionato alla prima e i quarti di finale di Coppa di Francia nella seconda.
Nell'estate 2013 decide di intraprendere una nuova avventura sottoscrivendo un contratto con il Claix per giocare in D2 per puntare alla sua terza promozione in D1 con tre diverse società.

### Nazionale
Ngono Mani viene convocata dalla Federcalcio camerunese per rappresentare la nazione vestendo la maglia della nazionale femminile già dal 2002, debuttando l'8 dicembre nella fase a gironi all'edizione 2002 del campionato africano di categoria, nella partita persa per 2-1 con il Sudafrica. Con la sua nazionale ottiene in quell'occasione un lusinghiero terzo posto proprio sulle sudafricane, 3-0, risultato migliorato due anni più tardi nell'edizione 2004, ottenendo la finale persa poi con la Nigeria per 5-0, rimasta la migliore prestazione nel torneo fino all'edizione 2014.
Ngono Mani viene costantemente selezionata per le successive edizioni del campionato africano e ottenuta la storica prima partecipazione a un'Olimpiade, viene inserita in rosa nella selezione che rappresenta il Camerun ai Giochi della XXX edizione nel torneo femminile, in Inghilterra. Inserita nel Gruppo E non riesce comunque a superare la prima fase del Torneo.
Con le "indomite leonesse" riesce a raggiungere la finale nel Campionato africano 2014, e pur sconfitta ancora dalla Nigeria per 2-0, grazie all'allargamento del torneo a 24 squadre garantirà a lei e alle sue compagne la storica qualificazione alla fase finale di un campionato mondiale femminile di calcio all'edizione di Canada 2015.
Inserita nella rosa della Nazionale in partenza per il Canada, realizza la sua prima rete nella partita giocata l'8 giugno alla Ecuador, risultando determinante nel passaggio al turno successivo con il gol siglato al 62' del definitivo 2-1 sulla Svizzera.
Nel 2016 partecipa alla Coppa delle nazioni africane femminile in cui la sua nazionale era qualificata di diritto essendone l'organizzatrice. Il Camerun arriverà fino in finale dove però viene sconfitta dalla nazionale nigeriana per 1 a 0.
Inserita in rosa dal nuovo Commissario tecnico Joseph Ndoko per la Coppa delle Nazioni Africane di Ghana 2018, condivide il percorso della sua nazionale che la vede approdare alla finalina per il terzo posto e, dopo aver superato per 4-2 le avversarie del Mali assicurarsi l'accesso al Mondiale di Francia 2019. Inserita nella rosa delle 23 convocate dal ct Alain Djeumfa in partenza per la Francia,

## Palmarès

### Club
- Campionato francese di seconda divisione: 2

Saint-Étienne: 2006-2007
Soyaux: 2010-2011